# The Place (Londra)

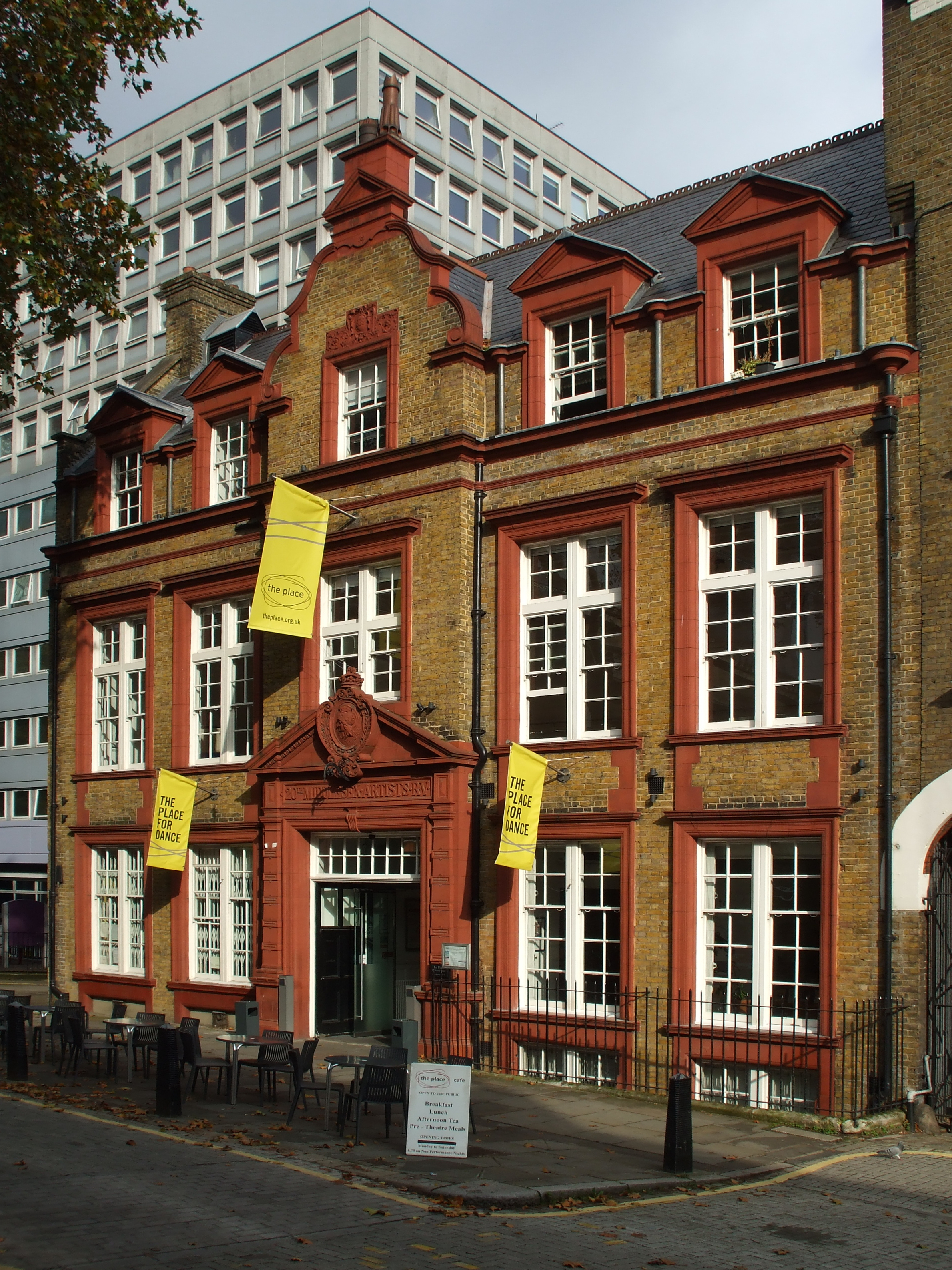
Veduta esterna dell'edificio che ospita The Place

The Place è un centro di danza e spettacolo in Duke's Road vicino a Euston, nel quartiere londinese di Camden. È la sede della London Contemporary Dance School, della Richard Alston Dance Company e del Robin Howard Dance Theatre.

## Storia
L'edificio venne progettato da Robert William Edis come quartier generale del 20th Middlesex (Artists') Volunteer Rifle Corps e costruito da Charles Kynoch e Company of Clapham tra il 1888 e il 1889. Venne inaugurato dal Principe di Galles. Il 20th Middlesex Artists' Volunteer Rifle Corps divenne il 28º Battaglione della Contea di Londra, London Regiment (Artists' Rifles) nel 1908. Il battaglione fu mobilitato nella sala delle esercitazioni nell'agosto 1914 prima di essere schierato sul fronte occidentale. Quando il London Regiment fu sciolto e i battaglioni riassegnati ad altre unità, nell'agosto 1937, la sala divenne la sede degli Artists Rifles, The Rifle Brigade. L'unità fu sciolta nel 1945, dopo la seconda guerra mondiale, ma riformata nuovamente nella Rifle Brigade nel gennaio 1947 e trasferita nell'Army Air Corps nel luglio 1947 come 21st Special Air Service Regiment (Artists Rifles). La sala delle esercitazioni divenne vacante quando il 21º Reggimento del servizio aereo speciale si trasferì al quartier generale del Duca di York alla fine degli anni 1960.
La sala delle esercitazioni, che era conosciuta come "The Artists Place", divenne semplicemente "The Place" quando il Contemporary Ballet Trust rilevò i locali nel 1969. Nel 1976 il Contemporary Ballet Trust, sotto la guida di Robin Howard, acquisì la proprietà dei locali e un sito a Flaxman Terrace, facilitando così la costruzione di un blocco studio di estensione.
Nel 1971 la Royal Shakespeare Company diede in affitto l'edificio per fornire uno spazio per le nuove produzioni sperimentali e "lo studio su piccola scala del... lavoro classico". La direttrice era Buzz Goodbody.
Più tardi, negli anni 1970, il Contemporary Ballet Trust fondò la London Contemporary Dance School e il London Contemporary Dance Theatre, entrambi formati a The Place; nel 1994 a quest'ultimo corpo di ballo è succeduta la Richard Alston Dance Company che rimane stabile a The Place.  Nel 1999, un importante programma di riqualificazione, finanziato principalmente dalla National Lottery, ha permesso la ristrutturazione dell'originaria sala delle esercitazioni e la sostituzione del blocco degli studi con sei nuovi studi di danza all'avanguardia, progettati dagli architetti Allies e Morrison. Nel 2008 sono stati aggiunti altri due studi di danza, il Weston Studio e il Monument Studio sotto la direzione di John Ashford.
Dal 2004 al 2013 Bloomberg ha sponsorizzato The Place Prize, un grande concorso di coreografia contemporanea. Nel settembre 2007, Kenneth Tharp, OBE, ha assunto la nuova posizione di amministratore delegato di The Place. Tharp si è dimesso nel novembre 2016 ed è stato sostituito, come amministratore delegato ad interim, da Steven Browning. Nell'estate 2017 Clare Connor è stata nominata in modo permanente alla carica di amministratrice delegata.